# Crique Grande Waki
Crique Grande Waki är ett vattendrag i Franska Guyana (Frankrike). Det ligger i den sydvästra delen av landet, 230 km sydväst om huvudstaden Cayenne.